# Golubinjak
Golubinjak is een plaats in de gemeente Dežanovac in de Kroatische provincie Bjelovar-Bilogora. De plaats telt 218 inwoners (2001).